# Trusten Polk

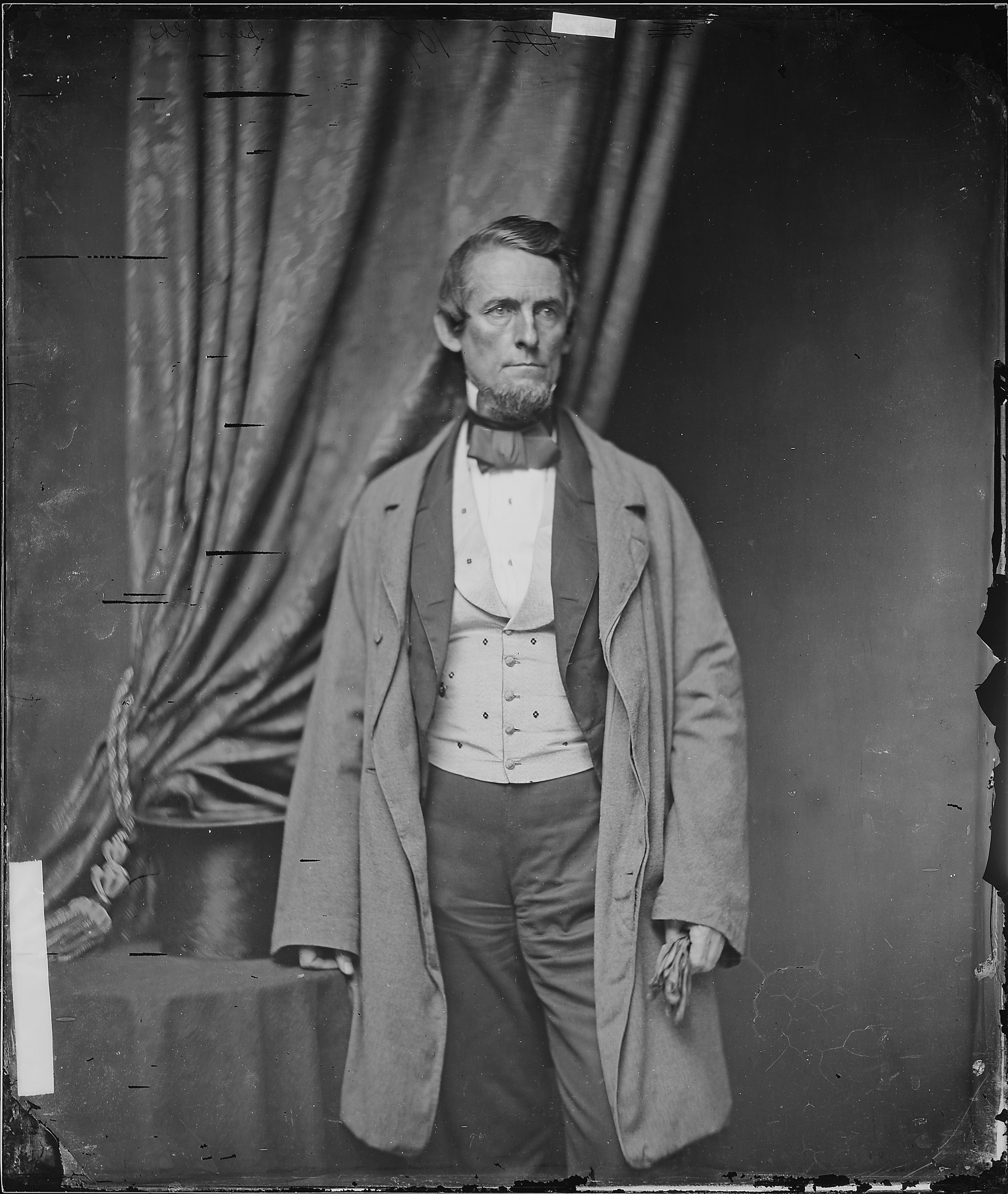
Trusten Polk

Trusten Polk (* 29. Mai 1811 in Bridgeville, Delaware; † 16. April 1876 in St. Louis) war ein US-amerikanischer Politiker und im Jahr von 1857 der 12. Gouverneur von Missouri.

## Frühe Jahre
Polk besuchte nach der Grundschule die Yale University. Nach einem anschließenden Jurastudium wurde er im Jahr 1835 als Rechtsanwalt zugelassen. Danach begann er in St. Louis, wohin er inzwischen gezogen war, als Anwalt zu arbeiten. Ab 1843 stand er als Jurist in Diensten der Stadt.

## Politische Laufbahn
Im Jahr 1845 war Polk Delegierter auf einer Konferenz zur Überarbeitung der Landesverfassung von Missouri. 1848 gehörte er für die Demokratische Partei dem Electoral College an. Am 4. August 1856 wurde er schließlich zum neuen Gouverneur von Missouri gewählt.
Polk wurde am 5. Januar 1857 in dieses Amt eingeführt. Kurz darauf wurde er von der Legislative zum US-Senator für Missouri berufen. Daraufhin trat er bereits am 27. Februar 1857 vom Amt des Gouverneurs zurück. Zwischen dem 4. März 1857 und dem 10. Januar 1862 vertrat er seinen Staat in Washington. Als Anhänger der Konföderation wurde er an diesem Tag aus dem Kongress ausgeschlossen. Daraufhin schloss er sich der Armee der Südstaaten an, in der er bis zum Colonel aufstieg. Im Jahr 1864 geriet er in Kriegsgefangenschaft.
Nach dem Bürgerkrieg kehrte er als Anwalt nach St. Louis zurück. Dort ist er am 16. April 1876 auch verstorben. Mit seiner Frau Elizabeth Skinner hatte Polk fünf Kinder.